# オレンジ郡 (ニューヨーク州)
オレンジ郡（英: Orange County）は、アメリカ合衆国ニューヨーク州にある郡。マンハッタンの北100㎞に位置している。人口は40万1310人（2020年）。1683年設立の歴史ある郡である。名称は、青年期に「オレンジ候」と呼ばれていたウィリアム3世 (イングランド王)に由来する。1798年に南部が分離され
ロックランド郡が設立された。

## オレンジ郡内のコミュニティー

### 市
- ミドルタウン　Middletown
- ニューバーグ　Newburgh
- ポート・ジャービス　Port Jervis

### 町
- Blooming Grove
- Chester
- Cornwall
- Crawford
- Deerpark
- Goshen
- Greenville
- Hamptonburgh
- ハイランズ　Highlands
- Minisink
- モンロー　Monroe
- Montgomery
- Mount Hope
- New Windsor
- Town of Newburgh
- タキシード 　Tuxedo
- Wallkill
- ワーウィック　Warwick
- Wawayanda
- Woodbury

### ビレッジ
- Chester
- Cornwall on Hudson
- Florida
- ゴーシェン　Goshen
- Greenwood Lake
- ハリマン　Harriman
- Highland Falls
- Kiryas Joel
- Maybrook
- Monroe
- Montgomery
- Otisville
- South Blooming Grove
- タキシード・パーク　Tuxedo Park
- Unionville
- Walden
- Warwick
- Washingtonville
- Woodbury